# Lin Jaldati
Lin Jaldati, née Rebekka Brilleslijper le 13 décembre 1912 à Amsterdam et morte le 31 août 1988 à Berlin, est une chanteuse de Klezmer d'origine néerlandaise basée en République démocratique allemande.

## Biographie
Née à Amsterdam en 1912, elle est originaire d'une famille juive dont la langue maternelle est le néerlandais. 
Son père gère au fil des années plusieurs commerces de fruits, de poissons et même de gants. Sa sœur est Janny Brandes-Brilleslijper . Leurs parents mourront tous les deux à Auschwitz le 6 septembre 1944.
À quatorze ans, elle commence à travailler à l'usine. Membre de groupes sionistes travaillistes, elle prend des cours de danse et apprend des chansons en yiddish. Peu après, elle entre dans une compagnie de théâtre juive, le théâtre Anski, et y danse dans plusieurs comédies musicales.
Vivant à La Haye en 1936, elle rencontre le musicologue et pianiste allemand Eberhard Rebling alors qu'elle chante du klezmer pour réunir des fonds pour les réfugiés fuyant le Troisième Reich. La même année, elle donne une représentation à Amsterdam lors d'une manifestation contre la Guerre d'Espagne qui vient de débuter. Deux ans plus tard, le couple monte leur spectacle ensemble mais en mai 1940, après la bataille des Pays-Bas et l'occupation du pays pour la Wehrmacht, ils ne sont plus autorisés à se produire sur scène car Lin Jaldati est juive.
Leur fille Kathinka naît en 1941 et peu après, la famille entre dans la clandestinité pour éviter à Eberhard d'être enrôlé dans l'Armée.
Pendant la guerre, elle cache des Juifs dans leur maison de Gooise Huizen aux Pays-Bas et y donnent des concerts. En 1944, le couple est trahi et les personnes cachées sont arrêtées. Lin Jaldati est emmenée au camp de Westerbork puis déportée à ceux d'Auschwitz et Bergen-Belsen. Dans ce dernier camp, elle rencontre Anne et Margot Frank qu'elle décrit comme des « petits oiseaux frigorifiés »,.  En juillet 1945, Lin et sa sœur Janny confirment la mort d'Anne et Margot Frank à leur père Otto. Une grande partie des chansons yiddish de Lin s'inspirent de son expérience dans la clandestinité puis dans les camps.

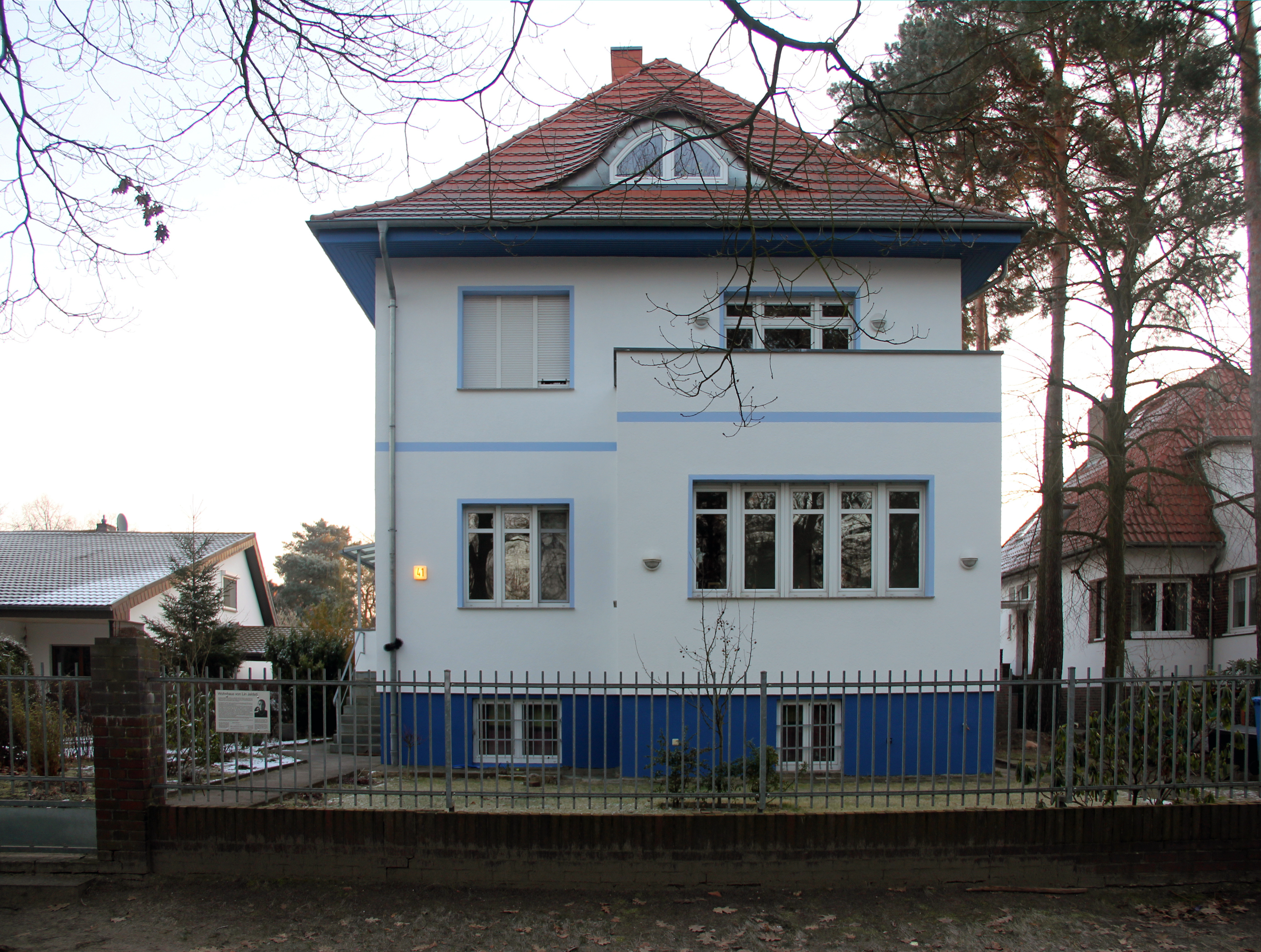
Immeuble où résidaient Lin Jaldati et Eberhard Rebling, Puschkinallee 41, à Eichwalde (RDA).

En 1952, la famille déménage en République démocratique allemande (RDA) et s'installe à Eichwalde, près de Berlin. Là-bas, la famille joue sur scène, elle chantant et Eberhard jouant du piano pour l'accompagner. Elle devient une voix importante de la radio est-allemande. 
Dans les années 1960, Lin Jaldati est interdite de jouer car, à l'époque, chanter en yiddish est considéré comme « pro-Israël ».
Dans la même période, elle part en tournée dans plusieurs pays communistes nouvellement créés dont la Chine (un an avant la révolution culturelle), en Corée du Nord, en Russie, en Thaïlande, en Indonésie et termine en 1979 par jouer en république populaire du Kampuchéa peu après la chute de Pol Pot.
En 1980, avec sa fille Jalda et son époux, elle publie la chanson « Für Anne Frank », en hommage à la jeune fille.

## Hommages
- En 2015, le professeur David Shneer de l'université du Colorado et la chanteuse Jewlia Eisenberg mettent en scène un spectacle issu de sa vie nommé Art is My Weapon[9].
- Une plaque est apposée sur son ancienne maison d'Eichwalde[8].